# ملعب سينتيناريو الدكتور خوسيه لويس ميسزنير
ملعب سينتيناريو الدكتور خوسيه لويس ميسزنير (بالإنجليزية: Estadio Centenario Dr. José Luis Meiszner)‏ هو ملعب كرة قدم يقع في الأرجنتين، يتسع لـ 30,200 متفرج.

## التاريخ
افتتح الملعب في 1995. تم تجديده في 1998.